# Pugilarca
Pugilarca is een monotypisch geslacht van uitgestorven tweekleppigen uit de familie van de Arcidae (arkschelpen).

## Soorten
- Pugilarca barneaformis (Marwick, 1928) †